# Miguel Quesada
Miguel Quesada Cerdán (Albacete, 4 de enero de 1933-Valencia, 6 de noviembre de 2020) fue un historietista español, adscrito a la Escuela Valenciana de cómic y uno de los más destacados de la posguerra. Fue hermano menor del guionista Pedro Quesada.

## Biografía
Con solo 13 años, en 1946, comenzó a escribir los guiones de la serie La Pandilla de los Siete, que dibuja su cuñado, Manuel Gago, encargándose también de su parte gráfica a partir del número 15. Esta serie, que fue todo un éxito para Editorial Valenciana, narra las aventuras de un grupo de adolescentes. En 1947 se afincó en Valencia. Dibuja para Bruguera Ted el pelirrojo (1947) y para la citada Valenciana Los exploradores del Universo (1948), que había iniciado años antes. En esta última, inició su colaboración con su hermano, el guionista Pedro Quesada.
Trabajó también para varias revistas de Editorial Valenciana, entre ellas Jaimito, S.O.S. y Juventud Audaz, donde creó las series de aventuras Kormak el Vikingo y El Justiciero Negro. A comienzos de los 50 empezó a trabajar para la editorial Maga, creada por Manuel Gago, de la que llegó a ser director artístico. Con guiones de su hermano Pedro Quesada, inició en 1951 El sargento invencible, Pacho Dinamita, ambientada en el mundo del boxeo, y Tony y Anita, una de las más exitosas de la editorial. 
A mediados de la década toma el relevo de José Ortiz en la serie Pequeño Pantera Negra, aunque debe interrumpirla para realizar el servicio militar. La colección tuvo un gran éxito, llegando a alcanzar los 329 números y publicándose una revista dedicada al personaje, Pantera Negra, en la que Quesada intervino ocasionalmente. Él mismo destacaba, sin embargo, entre sus guiones, el primero de la serie El Duque Negro (1958).
Ha realizado otros muchos trabajos en el campo del cómic y de la ilustración, entre los que destaca una edición del Quijote en cómic. En 1999 le fue otorgado el Gran Premio del Salón del Cómic de Barcelona, compartido, a título póstumo, con su hermano Pedro, fallecido en 1988. En 2000 recibió la medalla de oro al Mérito de las Bellas Artes, convirtiéndose en el primer historietista en obtener este galardón. En 1957, la monografía de la colección "Historias" (núm.45. Bruguera) "La vuelta al mundo de dos pilletes;, sobre guion de José Antonio Vidal Sales. Falleció en Valencia a la edad de 87 años, el 6 de noviembre de 2020.

## Obras
| Años | Título                            | Guionista                     | Tipo             | Publicación                         |
| ---- | --------------------------------- | ----------------------------- | ---------------- | ----------------------------------- |
| 1945 | La pandilla de los siete          | Miguel Quesada, Pedro Quesada | Serial           | Editorial Valenciana                |
| 1951 |                                   |                               | Historieta breve | Leyenda y fantasía (Editorial Maga) |
| 1951 | Pacho Dinamita                    | Pedro Quesada                 | Serial           | Editorial Maga                      |
| 1951 | Tony y Anita                      | Pedro Quesada                 | Serial           | Editorial Maga                      |
| 1954 | Dan Barry, el Terremoto núm. 47   | Leopoldo Ortiz                | Serial           | Editorial Maga                      |
| 1956 | Pantera Negra núm. 13-18 y 33-54  | Pedro Quesada                 | Serial           | Editorial Maga                      |
| 1958 | Pequeño Pantera Negra núm. 55-177 | Pedro Quesada                 | Serial           | Editorial Maga                      |